# Scirpus fuirenoides
Scirpus fuirenoides là loài thực vật có hoa trong họ Cói. Loài này được Maxim. miêu tả khoa học đầu tiên năm 1887.